# La Bazoge (Sarthe)
La Bazoge is een gemeente in het Franse departement Sarthe (regio Pays de la Loire). De plaats maakt deel uit van het arrondissement Le Mans. La Bazoge telde op 1 januari 2022 3.748 inwoners.

## Geografie
De oppervlakte van La Bazoge bedroeg op 1 januari 2022 22,87 vierkante kilometer; de bevolkingsdichtheid was toen 163,9 inwoners per km².

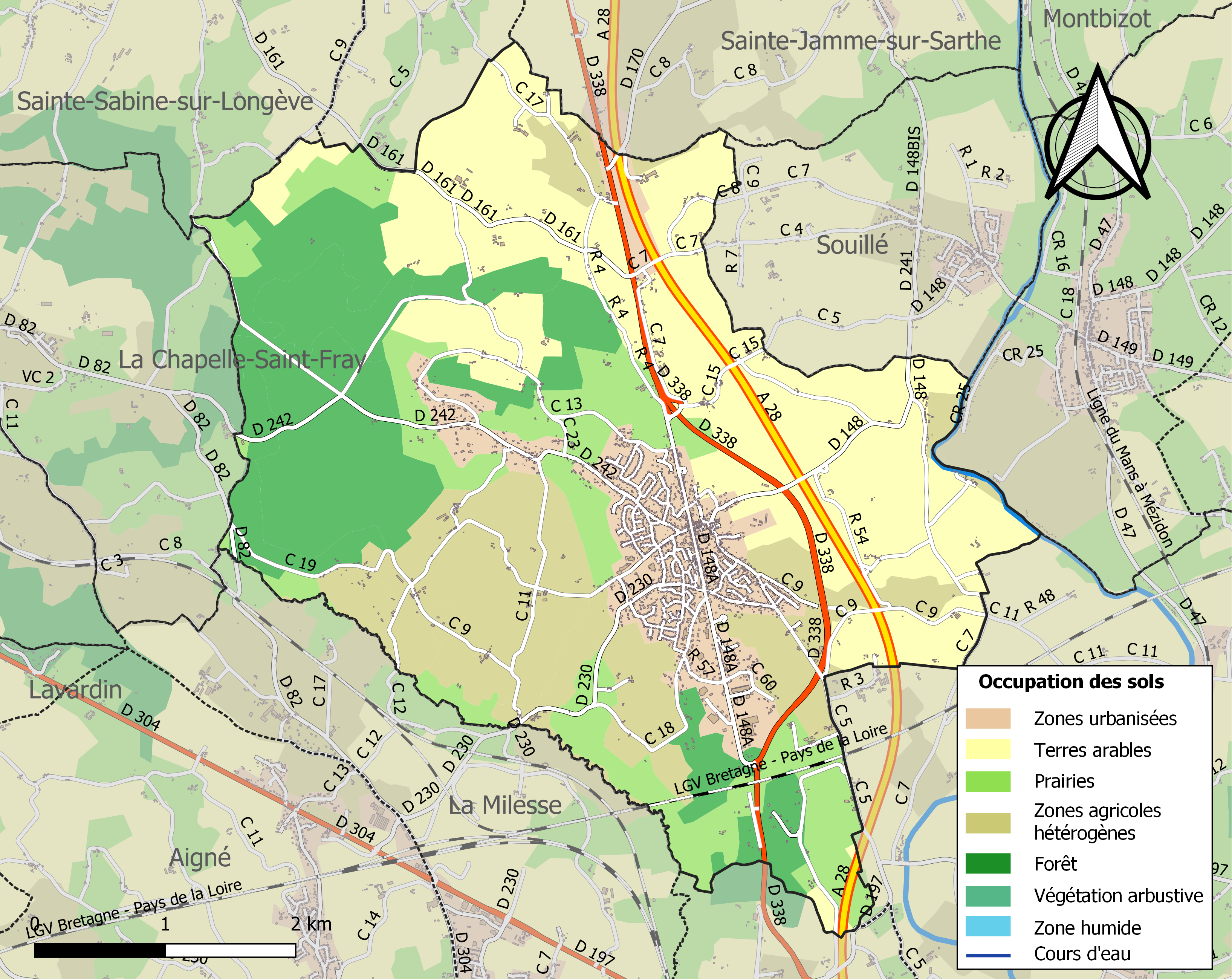
Kaart van de gemeente met de belangrijkste infrastructuur, bodemgebruik en omliggende gemeenten

## Demografie
Onderstaande figuur toont het verloop van het inwonertal (bron: INSEE-tellingen).